# Heliômetro

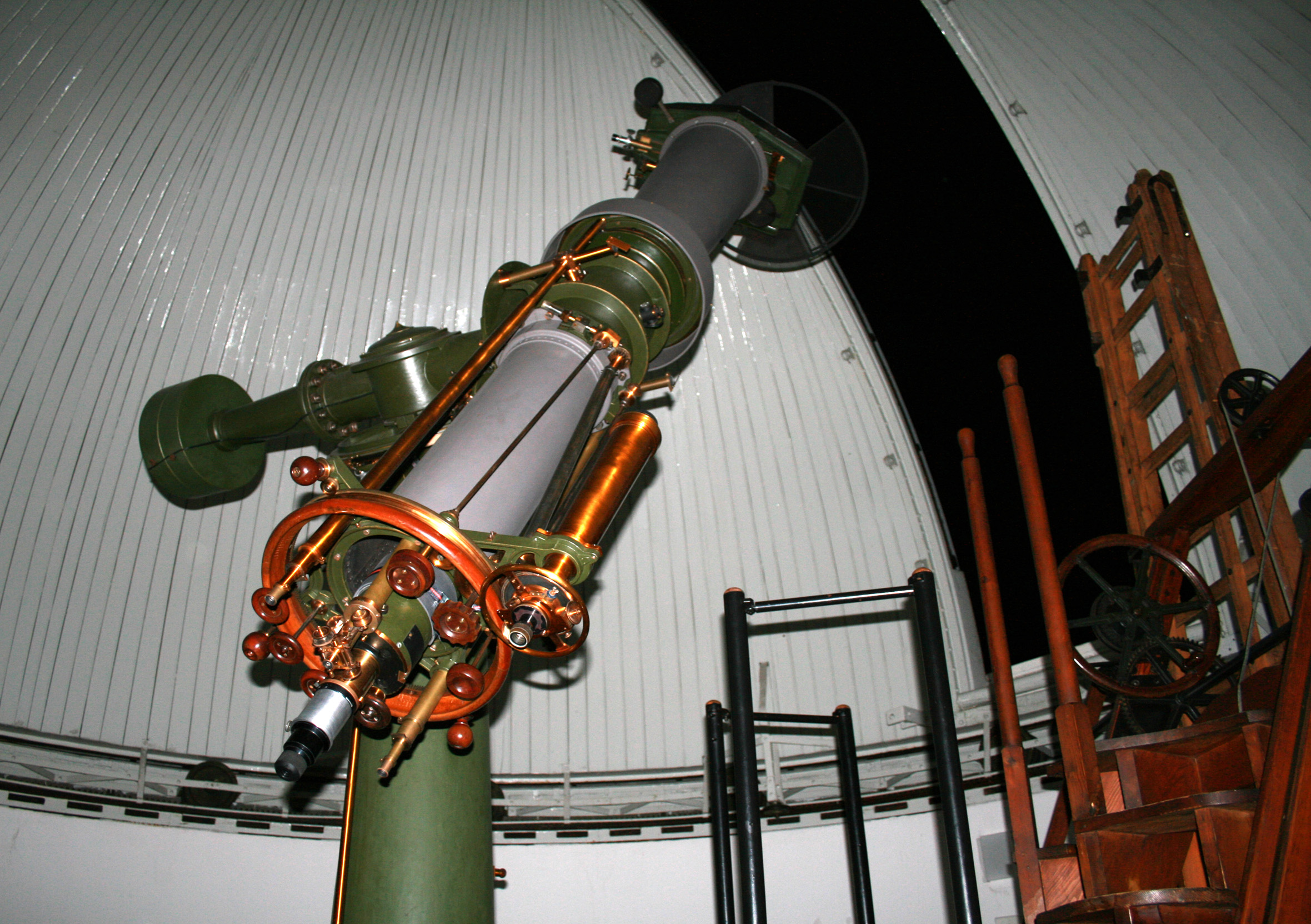
Heliômetro no Observatório Kuffner (Viena. Áustria)

Um heliômetro (do grego ἥλιος hḗlios: sol e medida) é um instrumento originalmente projetado para medir a variação do diâmetro do Sol em diferentes estações do ano, mas que atualmente é usado de uma forma muito mais ampla.
O conceito básico é introduzir um elemento divisor no caminho óptico de um telescópio, de modo a produzir uma imagem dupla. Se um elemento é movido utilizando-se um micrômetro de rosca, podem ser feitas medições precisas de ângulos. A construção mais simples usa a divisão da lente objetiva ao meio, com uma metade fixa e a outra ligada ao micrômetro de rosca, deslizando pelo diâmetro cortado. Para medir o diâmetro do Sol, por exemplo, o micrômetro é primeiramente ajustado de modo que as duas imagens do disco solar coincidam (a posição “zero”, em que os elementos divididos formam essencialmente um único elemento). O micrômetro é então ajustado de modo que os lados diametralmente opostos das duas imagens do disco solar se toquem. A diferença nas duas leituras do micrômetro assim obtidas é o diâmetro angular do Sol. Similarmente, uma medição precisa da separação aparente entre duas estrelas próximas, A” e B, é feita primeiro superpondo as duas imagens das estrelas e depois ajustando a imagem dupla, de modo que a estrela A em uma imagem coincida com a estrela B na outra. A diferença entre as duas leituras do micrômetro é a separação aparente ou distância angular entre as duas estrelas.

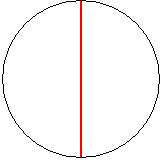
Uma lente cortada ao meio

Imagem dupla do disco solar

A primeira aplicação da objetiva dividida e o uso de imagens duplas em medições astronômicas são atribuídos a Servington Savary, de Exeter, em 1743. Pierre Bouguer, em 1748, originou o verdadeiro conceito de medição por imagem dupla sem o auxílio de um micrômetro filar, isto é, mudando a distância entre duas objetivas de igual distância focal. John Dollond, em 1754, combinou a ideia de Savary da objetiva dividida com o método de medição de Bouguer, resultando na construção dos primeiros heliômetros realmente práticos. Joseph von Fraunhofer, em alguma época não muito antes de 1820, construiu o primeiro heliômetro com uma objetiva dividida acromática, isto é, o primeiro heliômetro do tipo moderno.
As primeiras medições bem-sucedidas da paralaxe estelar (para determinar a distância para uma estrela) foram feitas por Friedrich Bessel em 1838 para a estrela 61 Cygni, utilizando um heliômetro de Fraunhofer. Este foi o heliômetro de 157,5 mm (6,2 pol) de abertura no Observatório Konigsberg construído pela empresa de Joseph von Fraunhofer, apesar de ele não ter vivido para vê-lo entregue a Bessel. Embora o heliômetro fosse difícil de usar, ele tinha algumas vantagens para Bessel, inclusive um campo de visão mais largo comparado a outros grandes refratores da época, e superava turbulências atmosféricas nas medições, em comparação com o micrômetro filar.